# Blatthäutchen

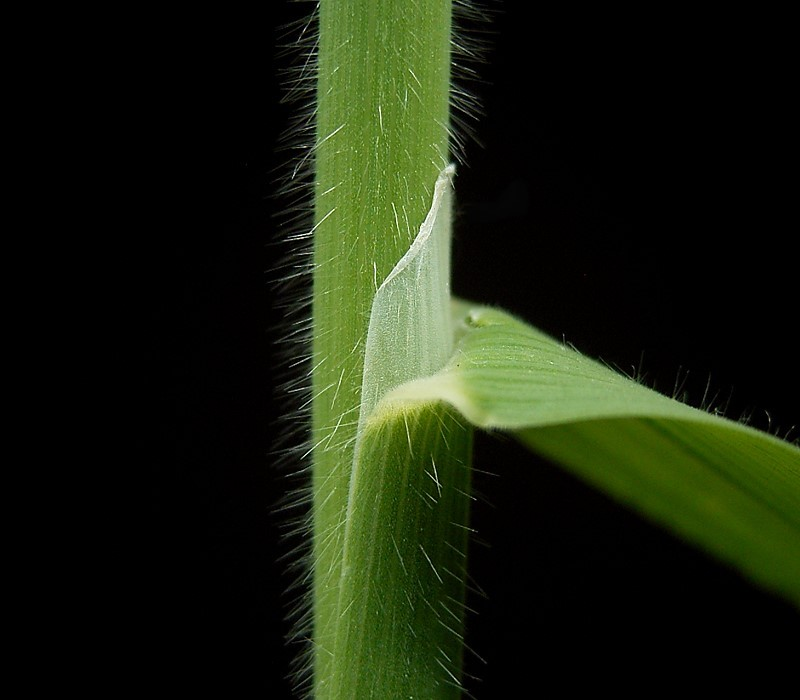
Blatthäutchen (Ligula)

Als Blatthäutchen oder Ligula bezeichnet man bei Pflanzen mit Blattscheiden – vor allem bei Süß- und Sauergräsern – ein Anhängsel an der Übergangsstelle von Scheide und Spreitenoberseite. Es erscheint meistens als häutiger, farblos durchscheinender Fortsatz der Oberhaut auf der Innenseite der Blattscheide und stellt eine Verlängerung der inneren Epidermis der Blattscheide dar. Es schützt vor Verletzungen durch Reibung des sich beim Wind hin und her bewegenden Halmgliedes.